# Otto Magnus Påhlman
Otto Magnus Påhlman, född 1 april 1811 i Ryssby socken, Kronobergs län, död 13 november 1873 i Vänersborg, var en svensk militär och skrivlärare.
Otto Magnus Påhlman var son till kaptenen Jon Påhlman och brorson till Otto Fredrik Påhlman. Han blev volontär vid Kronobergs regemente 1822 och löjtnant vid Dalregementet 1834. Sedan han 1841 tagit avsked ur militärtjänsten, gick han i rysk tjänst och var under flera år verksam som lärare vid kejserliga kadettskolan i Sankt Petersburg, varvid bland annat undervisningen i skrivning var anförtrodd åt honom. Påhlman utvecklade under den här tiden en ny skrivmetod, efter vilken han 1846 började undervisa. Sedan han återvänt till Sverige ägnade sig Påhlman helt åt skrivundervisning efter sin metod. Det typiska för undervisningen var två enkla grundformer - ett rakt streck och en halvoval, av vilka alla alfabetets bokstäver kunde sättas samman. Den påhlmanska skrivmetoden, som senare ytterligare utvecklades av hans båda söner Otto och John Påhlman inom Påhlmans handelsinstitut innebar en viktig förenkling inom skrivutbildningen och av en vackrare och jämnare handstil än tidigare metoder.